# Bruckenthal (gmina)
Bruckenthal – dawna gmina wiejska istniejąca w latach 1934–1944 w woj. lwowskim (dzisiejszy obwód lwowski). Siedzibą władz gminy był Bruckenthal (obecnie nieistniejąca wieś na Ukrainie).
Gmina zbiorowa Bruckenthal została utworzona 1 sierpnia 1934 roku w powiecie rawskim w woj. lwowskim z dotychczasowych jednostkowych gmin wiejskich: Bruckenthal, Chlewczany, Choronów, Domaszów, Karów, Ostobuż, Sałasze, Tehlów i Woronów. 
Pod okupacją niemiecką gmina Bruckenthal znalazła się w powiecie rawskim (Landkreis Rawa Ruska), w dystrykcie Galicja Generalnego Gubernatorstwa, oprócz  Karowa (1763 mieszkańców), który włączono do nowo utworzonej gminy Uhnów. W 1943 roku liczba gromad (Dorfgemeinden) wynosiła zatem 9: Bruckenthal (334 mieszkańców), Chlewczany (2178), Choronów (426), Domaszów (1219), Ostobuż (324), Sałasze (133), Tehlów (894) i Woronów (281).
Po wojnie obszar gminy Bruckenthal znalazł się w ZSRR, oprócz podłużnego pasma na północ od Sołokii, które weszło w skład gmin Uhnów (skrawek Karowa) i Tarnoszyn (niewielkie części obszarów gromad Domaszków, Ostobuż, Woronów i Tehlów) w powiecie tomaszowskim w woj. lubelskim. Obszary te pozostały w granicach Polski jedynie do 1951 roku, kiedy to uległy przekazaniu ZSRR na mocy notoryczej umowy o zamianie granic.